# Sigurd II. Norský
Sigurd II. Haraldsson (staroseversky: Sigurðr Haraldsson; 1133–1155) nebo také Sigurd Munn byl norský král v letech 1136–1155. Byl synem Haralda IV a jeho milenky Tory Guthormsdóttir. Jeho přízvisko Munn znamená ústa.

## Život
Sigurda vychoval jeho pěstoun Guttorm (Guthormr) nebo Sådegyrd Bårdsson (Sáðagyrðr Bárðarson) v Trøndelagu. Když jeho otce nechal v roce 1136 zavraždit uchazeč o trůn Sigurd Slembe, Sigurd byl společně se svými bratry Ingem a Magnusem prohlášen králem. Jejich ochránci spojili síly proti Sigurdovi Slembemu a jeho spojenci, předchozímu králi Magnusovi IV. V roce 1139 v bitvě u Holmengrå Magnus IV. zemřel a Sigurd Slembe byl poté popraven.
Následovalo období míru. Během dětství bratrů Sigurda, Ingeho a Magnuse norská šlechta spolupracovala na vládě a králům radila. V roce 1142 připlul další ze synů Haralda IV. Øystein Haraldsson ze Skotska. Jeho původ byl uznán, protože sám Harald IV. přiznával, že má v zahraničí syna. Øystein se tak stal dalším spoluvládcem. Mladý Magnus naopak zemřel někdy v průběhu čtyřicátých let.
Mezi dorůstajícími bratry však rostla nevraživost (částečně situaci také způsobovala smrt jejich starých rádců). V roce 1155 se všichni tři měli sejít v Bergenu, aby se pokusili zachovat mír. Inge I. obvinil Sigurda a Øysteina, že ho plánují připravit o trůn. Sigurd nařčení odmítl, ale o několik dní později byl jeden z Ingeho strážců zabit jedním ze Sigurdových. Na radu své matky Ingrid a rádce Gregoria Dagssona Inge nařídil útok na dům, ve kterém Sigurd bydlel. Sigurd měl jen málo mužů, a tak byl 6. února 1155 zabit. Pohřbený je v katedrále v Bergenu.

## Následky
Øystein na sjednanou schůzku přijel pozdě, až po Sigurdově smrti. Mezi ním a Ingem byl sjednán mír, ale ten nevydržel dlouho. Vražda Sigurda v podstatě odstartovala druhou fázi občanských válek v Norsku, která tentokrát trvala až do roku 1208. Ságy tvrdí, že Øystein a Sigurd se snažili připravit Ingeho o královský titul a rozdělit si království jen mezi sebou, ale někteří historici tento argument berou jen jako omluvu pro Ingeho násilné činy.
Během následujícího období se několik uchazečů o trůn prohlásilo syny Sigurda II., přičemž pro většinu z nich to nejspíš bylo pouhé politické vyjádření, protože královský původ byl tehdy pro uchazeče o trůn nutností. Sverre Sigurdsson byl z těchto uchazečů zdaleka nejúspěšnější a stal se norským králem.
Ságy vykreslují Sigurda a Øysteina v poněkud negativním světle a obecně vykreslují Ingeho jako jediného spravedlivého krále z těchto tří. Heimskringla o Sigurdovi píše:
Když král Sigurd vyrůstal, byl to v každém směru velice nezvladatelný, neklidný muž; stejně tak král Øystein, ale Øystein byl z těch dvou ten rozumnější. Král Sigurd byl statný silný muž svěžího vzhledu; měl světle hnědé vlasy a ošklivá ústa, ale jinak byl dobře tvarovaný. Při konverzaci byl zdvořilejší než kdokoliv jiný.

## Potomci
- Haakon II. Sigurdsson (1147–1162), norský král, zemřel v bitvě proti Magnusovi V.
- Sigurd Sigurdsson Markusfostre († 1163), v roce 1162 prohlášen stoupenci Haakona II. králem, ale v roce 1163 zajat a zabit podporovateli Magnuse V.
- Harald (Haraldr), zajat a zabit podporovateli Magnuse V., protože jeho původ mohl být hrozbou pro Magnusovu vládu
- Cecílie Sigurdsdatter, matka Inge II.

### Možní potomci
- Sverre Sigurdsson († 1202), od roku 1184 norský král
- Eirik? (Eiríkr) († 1190), jarl v době Sverreho